# John Stewart, conte di Buchan
John Stewart, III conte di Buchan (Scozia, 1381 circa – Verneuil-sur-Avre, 17 agosto 1424), è stato un militare e nobile scozzese, combatté accanto agli alleati francesi durante la Guerra dei cent'anni.
Nel 1419 venne mandato in Francia dal padre, Robert Stuart, Reggente di Scozia, con un esercito di circa 6.000 uomini, lì egli sconfisse gli inglesi, nel 1421, alla Battaglia di Baugé. Due anni dopo John venne catturato da Thomas Montacute, IV conte di Salisbury alla Battaglia di Cravant e venne liberato solo dietro il pagamento di un riscatto. Una volta libero venne nominato Connestabile di Francia divenendo quindi il capo effettivo dell'esercito francese, la sua carica fu breve, John venne infatti ucciso alla Battaglia di Verneuil insieme a moltissimi altri scozzesi.

## Biografia

### La vita familiare
John Stewart nacque attorno al 1381 da Robert Stuart e dalla sua seconda moglie Muriella de Keith e quando nel 1405 morì suo zio Alessandro Stuart (1343-1405) John ne ereditò il contado. L'anno seguente suo padre divenne Reggente di Scozia facendo della loro famiglia la più potente del regno. John sposò Elizabeth Douglas (fra il 1385 e il 1401-1451 circa), figlia di Archibald Douglas, IV conte di Douglas, i due ebbero una sola figlia: Margaret Stewart (prima del 1425-prima del 1461)

### Le vittorie e le sconfitte
Nel 1419 suo padre mandò John a combattere in Francia nella Guerra dei cent'anni accanto agli alleati francesi dotandolo di un esercito di 6.000 uomini che veleggiò verso La Rochelle in una flotta spagnola, all'inizio i soldati scozzesi si resero impopolari fra i francesi, ma i successi che ottennero in battaglia fecero presto cambiar loro idea. Nel 1421 John comandò gli eserciti francesi e scozzesi guidandoli nella Battaglia di Baugé infliggendo agli inglesi una delle più gravi sconfitte che avessero mai patito nel conflitto. Poco prima della battaglia il Delfino lo incaricò di difendere l'Angiò da Tommaso, duca di Clarence, fratello di Enrico V d'Inghilterra, ed egli fu in effetti uno dei primi a cadere durante la battaglia.
Baugè ebbe modo di rinfrancare i francesi e gli scozzesi poiché la loro vittoria aveva provato che gli inglesi erano tutt'altro che invincibili.
All'inizio dell'estate del 1423, alla Battaglia di Cravant, John si trovò a capo di una milizia composta da francesi e scozzesi e si andarono a scontrare con un contingente composto da inglesi e borgognoni presso il villaggio di Cravant a ridosso di un guado sullo Yonne, un tributario della Senna, a sudest di Auxerre. Gli uomini di John erano decisamente più numerosi degli inglesi appostati sulla riva opposta e comandati da Thomas Montacute, IV conte di Salisbury e per tre ore i due eserciti stettero l'uno di fronte all'altro senza che nessuno muovesse un passo per attraversare il fiume. Alla fine Salisbury prese l'iniziativa e cominciò la traversata, di almeno cinquanta metri, protetti da una pioggia incessante di frecce dei suoi arcieri. Nel frattempo un'altra parte dell'esercito sotto la guida del barone Willoughby si aprì un passaggio attraverso l'esercito scozzese sfruttando un ponte nelle vicinanze e spaccando l'armata di John in due.
Quando i francesi cominciarono a ritirarsi gli scozzesi restarono sulle loro posizioni e vennero decimati dagli inglesi che incalzavano, molti di loro caddero alla testa del ponte o sulle rive del fiume e molti altri vennero presi prigionieri compresi John e Luigi I di Borbone-Vendôme. Le forze del Delfino dovettero dunque ritirarsi dietro la Loira lasciandosi dietro una scia di morti, dal canto suo John poteva dirsi fortunato ad essere stato preso vivo, Enrico V d'Inghilterra aveva infatti da sempre asserito il proprio diritto di sovranità sulla Scozia ed aveva sempre ucciso i prigionieri di guerra scozzesi che combattevano, a suo modo di vedere, contro il loro re. John venne riscattato nel 1424 e venne nominato Connestabile di Francia divenendo quindi il capo effettivo dell'esercito francese, per supplire alle perdite subite a Cravant suo suocero gli mandò delle truppe fresche recandosi egli stesso in Francia.

### La morte sul campo
Nonostante gli aiuti ricevuti incombeva un'altra sconfitta sul futuro di John, il 17 agosto 1424 venne infatti sconfitto dagli inglesi alla Battaglia di Verneuil cadendo insieme al suocero e a gran parte dei propri uomini. John aveva avuto l'infelice idea di affrontare a scontro aperto gli uomini di Giovanni Plantageneto che prese l'esercito di John alle spalle. Abbandonati dai francesi e quasi del tutto circondati gli scozzesi tentarono un'ultima resistenza, ma vennero sopraffatti e sconfitti. La morte di John indebolì grandemente la posizione di suo fratello Murdoch Stewart che nemmeno un anno dopo la sua morte venne tratto in arresto e giustiziato da Giacomo I di Scozia.